# Cerrado do Sipaliwini
A Cerrado de Sipaliwini é uma área protegida e reserva natural no Suriname. A reserva está localizada ao sul do rio Sipaliwini, no extremo sul do país na fronteira com o Brasil. A reserva mede 100 000 hectares e é uma área protegida desde 1972. A maioria da reserva é constituída por um cerrado que por sua vez é uma continuação do Parque Nacional da Serra do Tumucumaque. A reserva está em bom estado com quase nenhuma habitação humana.

## História
A área foi explorada pela primeira vez em outubro de 1935 por AJH van Lynden, que ficou surpreso ao descobrir um imenso cerrado por trás das densas florestas tropicais. Em 1962, iniciou-se um estudo para saber se o cerrado poderia ser utilizado para a pecuária, porém os custos de transporte via avião inviabilizariam o empreendimento. Um estudo detalhado sobre a vida vegetal e animal começou em 1968.
Esta reserva é uma das últimas fronteiras dos trópicos e relativamente pouco se sabe sobre a região.

## Visão geral
O Cerrado consiste em grandes pastagens com ilhas mais úmidas de árvores. A vida das aves é abundante, e o cerrado é onde o sapo-venenoso-azul foi descoberto em 1969. Em 2005, seis pássaros que nunca haviam sido registados no Suriname foram vistos na reserva. Inclui uma nova espécie de jandaia-amarela e um novo maria-corruíra. O cerrado abriga a águia-imperial e a onça-pintada.

## Acessibilidade
O cerrado do Sipaliwini  é muito difícil de alcançar. A pista de pouso de Sipaliwini é acessível por pequenos aviões. Da pista de pouso, leva-se mais 2 a 3 horas para chegar à reserva por meio de trilhas ou uma viagem de voadeira(canoa) ao longo do rio Sipaliwini.

## Ameaças
A reserva não é vigiada. A caça furtiva e a coleta de espécies ameaçadas são um problema. A queima do cerrado pelos índios também é um problema.